# 맥스 콜린스
맥스 콜린스(Max Collins, 1992년 8월 28일 ~ )는 필리핀, 미국의 배우, 모델이다.